# USS Hawaii (SSN-776)
«Гавайи» — третья атомная подводная лодка типа «Вирджиния».
Водоизмещение — 7925 тонн, длина 114,8 метров, максимальная ширина — 10,4 метра. В подводном положении «Гавайи» может развивать скорость более 25 узлов.
Принята в состав подводных сил ВМС США 5 мая 2007 г. В данный момент дислоцируется на базе Пёрл Харбор.